# How I Long to Feel That Summer in My Heart

How I Long to Feel That Summer in My Heart («combien j'aimerais ressentir cet été dans mon cœur») est le septième album de Gorky's Zygotic Mynci, sorti le 18 septembre 2001 aux États-Unis, et le 24 septembre 2001 au Royaume-Uni. L'album a reçu un accueil positif de la critique et du public. Les morceaux sont principalement une évocation nostalgique de la jeunesse, des gens perdus de vue, et de l'amour.

## Liste des morceaux
1. Where Does Yer Go Now?
2. Honeymoon With You
3. Stood On Gold
4. Dead-Aid
5. Can Megan
6. Christina
7. Easy Love
8. Let Those Blue Skies
9. These Winds Are In My Heart
10. How I Long
11. Her Hair Hangs Long
12. Hodgeston's Hallelujah